# Ан Мари Алвес-Ћурчић
Ан Мари Алвес-Ћурчић (Берн, 19. јул 1965) српско-конгоанска је водитељка, новинарка и активисткиња.
Рођена је у Берну, након три године сели се са породицом у Киншасу. Отац Ан Мари био је амбасадор из ДР Конга који се оженио Српкињом. После развода родитеља, са мајком Београђанком, долази у Београд и ту се настањује. Школовала се да буде професор француског језика, али почиње да се бави новинарством од 1996. године. Каријеру започиње на телевизији Студио Б, где проводи 16 година. Потом ради као водитељка и дописница Ал-Џазире. У браку је са музичарем Ђорђем Ћурчићем из бенда Дел Арно, има две ћерке Марију и Јелену. Након Маријине смрти, почиње да се бави темом менталног здравља, активизмом и борбом за превенцију суицида. Покреће кампању, Фејсбук групу и удружење За тебе, важно је, које се бави пружањем психолошке подршке. 